# Spencer Wilks
Pour les articles homonymes, voir Wilks.
Spencer Bernau Wilks né le 26 mai 1891 à Rickmansworth et mort le 10 mars 1971 à Glenegedale sur l'île écossaise d'Islay est un chef d'entreprise britannique de l'industrie automobile. Il est l'un des grands artisans du redressement de Rover au début des années 1930 et de son ancrage réussi dans le segment des berlines haut-de-gamme. Il est le grand-frère de Maurice Wilks, autre figure importante de la société Rover, auxquels on doit également le succès du Land Rover.

## Biographie
Wilks est né à Rickmansworth de Thomas Wilks (né à Balham), directeur de Leather Co, et de sa femme Jane Eliza Lovell (née à Londres), une suffragette. Il a une sœur et quatre frères, dont Maurice. 
Avocat de formation, Wilks est engagé par Hillman Motor Car Company à Coventry après avoir épousé Kathleen Edith, l'une des six filles du fondateur du constructeur automobile. Il en devient co-gérant en 1921 à la mort de son beau-père. En 1929, il quitte Hillman après un désaccord avec les frères Rootes qui reprennent l'entreprise en 1928. Il entre chez Rover en 1929 lors de la restructuration de l'entreprise sous la direction de Franck Searle ; il y est rejoint en 1930 par son frère Maurice en tant qu'ingénieur en chef,,,.
Au début des années 1930, Il devient l'un des grands artisans du redressement de Rover et de son ancrage réussi dans le segment des berlines haut-de-gamme.  
Nommé directeur stratégique (general manager) de Rover, Spencer Wilks privilégie la recherche de la qualité à l'augmentation de la production et s'oppose en cela aux vues de Searle pour qui la marque doit produire massivement. Il ne souhaite pas affronter les grandes marques généralistes de l'époque que sont Ford, Austin et Morris. Searle débarqué, Wilks impose ses vues, abandonne le projet Scarab de petite voiture économique et encourage la conception d'un nouveau moteurs six cylindres adapté au standing qu'il souhaite pour les véhicules Rover. On lui doit ensuite, conjointement avec son frère, l'idée de produire un véhicule utilitaire à vocation agricole, tout-terrain et économique et inspiré de la Jeep : le Land Rover entre en production en 1948 et renfloue les caisses de la société après la guerre,,. 
Nommé directeur général (managing director) en 1934, il devient président (Chairman) de Rover en 1957 et le restera jusqu'à sa retraite en 1962, date à laquelle il en devient l'un des administrateurs (non-executive director). Il décède en 1971 à Glenegedale, une ville de l'Île d'Islay,.